# Johan Zacharias Kjernander
Johan Zacharias Kjernander, född 1711 eller 1712 inom Högby socken i Östergötland, död omkring 1800 i Calcutta, Indien, var en svensk missionär. 
Han blev 1734 student vid Uppsala universitet, men uteslöts 1735 ur Östgöta nation på grund av att han i Norrköping försökt utprångla en falsk sedel. Kjernander flydde undan rättvisan till Köpenhamn. Därifrån kom han till August Hermann Francke i Halle och åtnjöt i fyra år dennes undervisning, varefter han av Society for Promoting Christian Knowledge sändes som missionär till Ostindien (1740). 
Då Cuddalore, dit hans första verksamhet förlades, 1758 intogs av fransmännen, begav han sig till det då ännu obetydliga Calcutta, där han rönte ett vänligt mottagande av Clive och genom gifte kom att disponera över en högst betydlig förmögenhet. På egen bekostnad uppförde han i Calcutta en kyrka och flera andra missionsbyggnader, bland dem en skola med fritt underhåll för ett stort antal barn. Men Kjernander gjorde ock med största gästfrihet sitt hus till en samlingsplats för musikälskare, vetenskapsmän och främlingar. Detta levnadssätt, jämte stora borgensförluster, som en hans son ådrog honom, ledde därhän, att han slutligen försattes i konkurstillstånd. 
Han valde nu en annan vistelseort. Från Calcutta, där han varit "clergyman of the established church and chaplain to the Indian company" och där missionsverket efter hans tid gick betydligt tillbaka, flyttade han till den nederländska besittningen Chinsura (30 km norrut) och var där 1785–1795 pastor vid en liten luthersk kyrka. Sina sista år tillbragte han i obemärkthet i Calcutta. Kjernander skall ha varit en man med utmärkta gåvor och brinnande nit för missionssaken.